# Willy Böckl
Wilhelm Richard "Willy" Böckl  (Klagenfurt, Áustria, 27 de janeiro de 1893 – Klagenfurt, Áustria, 22 de abril de 1975) foi um patinador artístico austríaco que competiu em competições individuais. Ele foi medalhista de prata olímpico em 1924 e 1928.

## Principais resultados
| Resultados                                            | Resultados        | Resultados        | Resultados    | Resultados        | Resultados       | Resultados       | Resultados      | Resultados      | Resultados       | Resultados       | Resultados    | Resultados    |
| Internacional                                         | Internacional     | Internacional     | Internacional | Internacional     | Internacional    | Internacional    | Internacional   | Internacional   | Internacional    | Internacional    | Internacional | Internacional |
| Evento/Temporada                                      | 1912– 1913        | 1913– 1914        |               | 1919– 1920        |                  | 1921– 1922       | 1922– 1923      | 1923– 1924      | 1924– 1925       | 1925– 1926       | 1926– 1927    | 1927– 1928    |
| ----------------------------------------------------- | ----------------- | ----------------- | ------------- | ----------------- | ---------------- | ---------------- | --------------- | --------------- | ---------------- | ---------------- | ------------- | ------------- |
| Jogos Olímpicos                                       |                   |                   |               |                   |                  | Medalha de prata |                 |                 |                  | Medalha de prata |               |               |
| Campeonato Mundial                                    | Medalha de prata  | Medalha de bronze |               | Medalha de bronze | Medalha de prata | Medalha de prata | Medalha de ouro | Medalha de ouro | Medalha de ouro  | Medalha de ouro  |               |               |
| Campeonato Europeu                                    | Medalha de bronze | Medalha de bronze |               | Medalha de ouro   | Medalha de ouro  |                  | Medalha de ouro | Medalha de ouro | Medalha de ouro  | Medalha de ouro  |               |               |
| Nacional                                              |                   |                   |               |                   |                  |                  |                 |                 |                  |                  |               |               |
| Campeonato Austríaco                                  | Medalha de ouro   | Medalha de ouro   |               | Medalha de ouro   |                  |                  |                 | Medalha de ouro | Medalha de prata |                  |               |               |
|                                                       |                   |                   |               |                   |                  |                  |                 |                 |                  |                  |               |               |
| Legenda: Competição não foi disputada nesta temporada |                   |                   |               |                   |                  |                  |                 |                 |                  |                  |               |               |